# Belevensche Loop
De Belevensche Loop (ook: Belevense Loop) is een beek in het zuiden van de Nederlandse provincie Noord-Brabant. De beek is een van de bronbeken van het riviertje de Reusel. Het Hoevensche Loopje mondt uit in de Belevenvensche Loop, waarna het beekje de Reusel heet.

## Geografie
De beek stroomt in z'n geheel door de zandgronden van de Kempen. Omdat de Kempen op een horst gelegen zijn, ligt de bron op de voor Noord-Brabant aanzienlijke hoogte van 30-31 meter boven NAP.

## Het landschap
Het landschap rondom de beek is afwisselend met bos en akkers net zoals de rest van de streek waarin de beek is gelegen, de Kempen. In de bovenloop van het beekje vindt men het natuurgebied Beleven. Verderop is het dorp Reusel gelegen.